# Гурудаспур
Гурудаспур (бенг. গুরুদাসপুর, англ. Gurudaspur) — город и муниципалитет на северо-западе Бангладеш, административный центр одноимённого подокруга. Муниципалитет был основан в 1991 году. Площадь города равна 13,6 км². По данным переписи 2001 года, в городе проживало 38 794 человека, из которых мужчины составляли 51,41 %, женщины — соответственно 48,59 %. Уровень грамотности населения составлял 34,2 % (при среднем по Бангладеш показателе 43,1 %).